# Lulubi

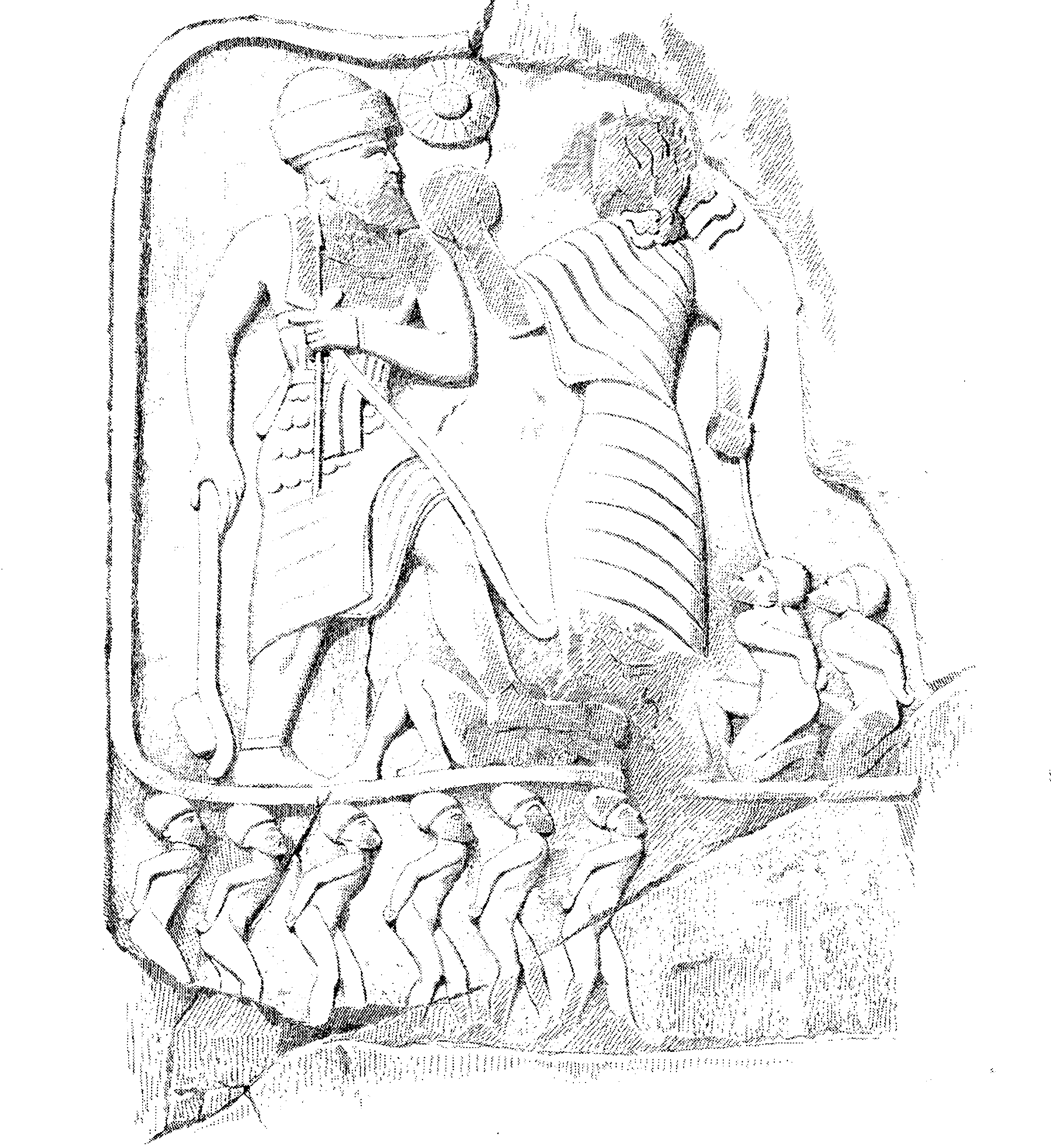
Anubanini, König der Lulubi. Das Relief befindet sich in der iranischen Provinz Kermānschāh.

Die Lulubi (auch Lullubu oder Lulubäer) waren ein seit etwa 2250 v. Chr. belegter Volksstamm, der vermutlich verwandtschaftlich zu den Gutäern und/oder Subartu gehörte und bis etwa 880 v. Chr. gelegentlich erwähnt wird. Der Herrscher Shulgi erwähnt einen Feldzug gegen Lullubum, das mit Simurrum, Urbilum und Karahar kooperierte, die vermutlich auch zu diesen Bergvölkern gehörten. Unter den Gutäern rebellierten die Lulubi. Der Name ist fast nur aus akkadischen und sumerischen Inschriften bekannt und bezeichnet Bergbewohner, in diesem Fall, Bewohner des Zāgros-Gebirges bzw. des iranischen Hochlandes. Es handelt sich dabei um schriftlose Völker, über deren Sprache, Kultur und Mythologie praktisch nichts bekannt ist. Die meisten Erwähnungen implizieren, dass es sich weder um Hurriter noch um Assyrer, Sumerer, Akkadier oder Babylonier handelt. Dennoch werden sie als bärtige Menschen eher europäischen Aussehens mit einer Kleidung ähnlich, aber nicht identisch mit den Akkadiern dargestellt.
Bekannt geworden sind sie durch ein Felsrelief in Sarpol-e Sahab, das den bewaffneten König Anubanini zeigt, gemeinsam mit einer Göttin (möglicherweise Inanna / Ištar), auf besiegten Feinden stehend. Die häufige Erwähnung in dieser Zeit unterstreicht, dass sie durchaus ein Machtfaktor in Mesopotamien waren, den man jedoch nicht genau fassen kann. Die Lulubi unternahmen des Öfteren Raubzüge nach Mesopotamien, sind aber insgesamt nur alle paar Jahrhunderte erwähnt, die meisten Erwähnungen stammen aus der Akkad/Ur-III Periode. Im Erra-Mythos tauchen sie als Feinde der Babylonier auf und ihre Frauen werden als eine Art Hexen dargestellt, die man babylonisch als Maqlû bezeichnete.
Fincke identifiziert sie in altbabylonischen Texten von Shusharra als Lullu oder Lullim. In mittelassyrischen Texten taucht der Name Lullāyu auf, zudem erscheint der Name Lulume neben Zamua unter den Feinden von Adad-narari II. auf. Die Lulubi sind auch im Epos Lugalbanda und der Gewittervogel (Lugalbanda und Anzu) erwähnt, demnach erhielt Lugalbanda die göttlichen Eigenschaften Kraft, Schnelligkeit und das Fliegen vom Gewittervogel Anzu.
Die Regionen, die diese Bergstämme bewohnten, decken sich in etwa mit den heutigen kurdischen Sprachgebieten und waren wohl ähnlich zersplittert. Vermutlich handelt es sich um indoiranische Vorfahren verschiedener Völker, die erst wesentlich später unter neuem Namen in Erscheinung treten. Dies ist jedoch nur eine von vielen Möglichkeiten.

## Lage
Die Grenze zwischen Lullubum und Gutium ist unklar. Horst Klengel nimmt an, dass der Bereich von Lullubium im ersten Jahrtausend deutlich ausgedehnt wurde.
Zadok bezweifelt, dass die Lulubi wirklich als eigene Volksgruppe existierten.
Einige Wissenschaftler identifizieren das Siedlungsgebiet mit Zamua in der mittleren Zāgros-Region.
Ihr Siedlungsland wird durch Frayne in einer Inschrift im modernen Halabdscha als Lulubuna identifiziert.

## Sprache
Es sind keine Sprachzeugnisse überliefert. Speiser legte 1930 eine lullubäische Namensliste vor, die aber nicht völlig abgesichert ist.
Speiser und Klengel folgen der Argumentation von Hüsing, dass die Sprache mit Elamitisch verwandt sei, wobei Speiser eine Verwandtschaft mit Lurestan annahm. Das einzig sicher bekannte Wort ihrer Sprache ist ki-ú-ru-um, es entspricht dem akkadischen Wort für Gott.

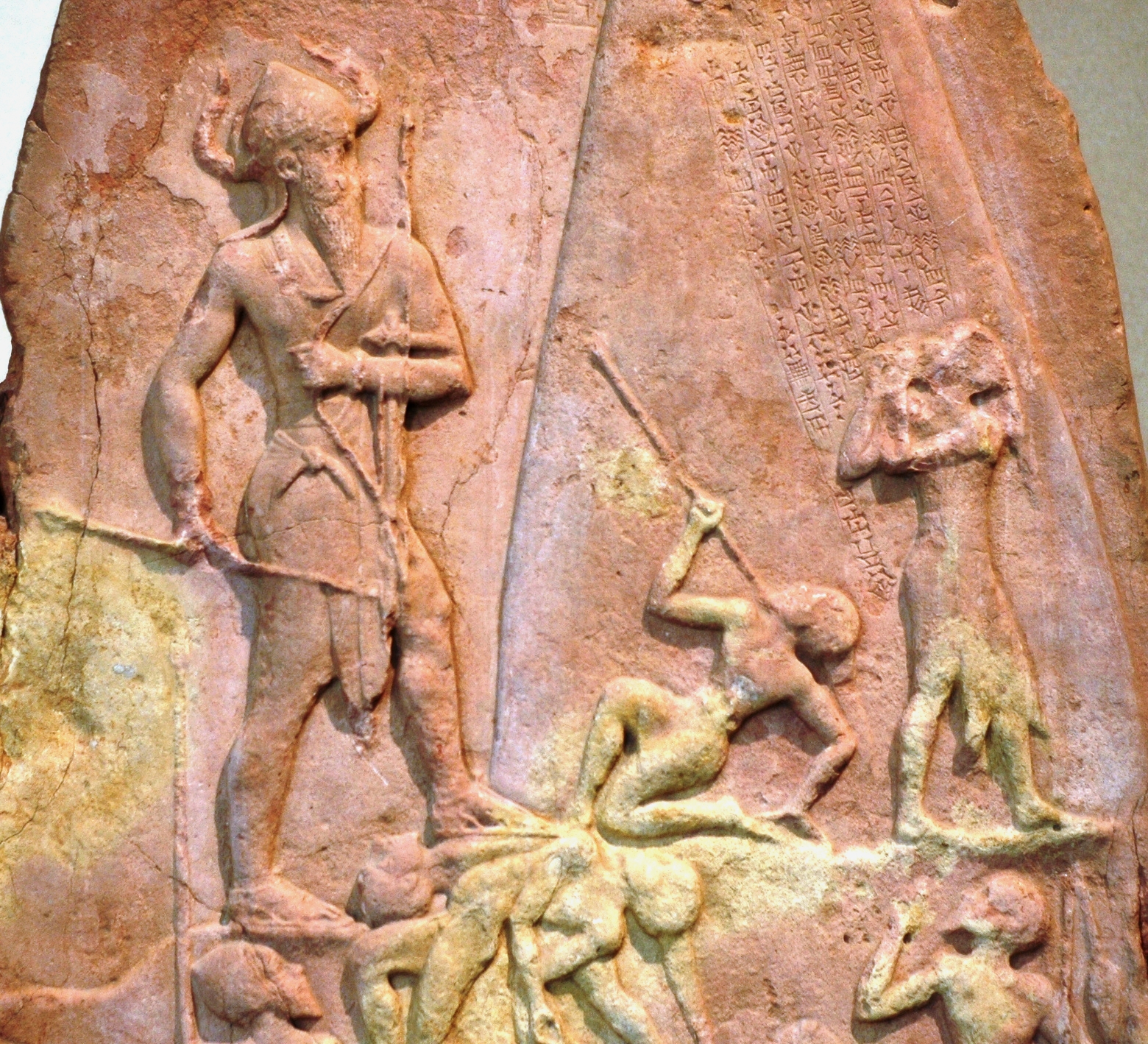
Naram-Sin-Stele

## Naram-Sin
Die Lulubi unter ihrem König Anubanini wurden von Naram-Sin von Akkad besiegt. Die 2 m hohe Narām-Sîn-Stele (heute im Louvre) zeigt den König in kurzem Schurz, mit bloßem Oberkörper und mit Hörnerkrone, wie er im Bergland dem besiegten Lulubi gegenübertritt. Er trägt einen Bogen und Keule, in der rechten Hand hält er einen Pfeil. Ob sich der Feind ihm gegenüber mit einem Speer selbst entleibt oder vom Pfeil des Großkönigs getroffen ist, lässt sich nur schwer entscheiden. Die Stele war ursprünglich in Sippar aufgestellt, wurde aber in Susa gefunden, wohin sie von den siegreichen Elamitern verschleppt worden war.

## Šulgi
Der sumerische König Šulgi von Ur unternahm laut Jahresnamen im 44. und 45. Regierungsjahr Feldzüge gegen die Lullubäer.

## Herrscher
- Annubanini zur Zeit von Naram-Sin / Sargon

## Orte
- Der Berg Nimugi[11]